# Heilige Tanne
Die Heilige Tanne (Abies religiosa) ist eine Pflanzenart aus der Gattung der Tannen (Abies). Sie kommt von Mexiko bis ins westliche Guatemala vor.

## Beschreibung

### Vegetative Merkmale
Die Heilige Tanne wächst als mittelgroßer bis großer immergrüner Baum, der Stammdurchmesser (BHD) von bis zu 2 Metern und Wuchshöhen von 25 bis 50 Meter, in Einzelfällen bis über 60 Meter erreicht. Er bildet einen geraden, runden Stamm und eine pyramidale oder konische Baumkrone. Die Borke ist erst glatt und grau-weiß, später dunkelgrau-braun, tief rissig und zerbricht in schmale Platten. Die Rinde der Zweige ist rot-braun bis purpurrot, unregelmäßig gerillt, kahl oder leicht flaumig behaart und besitzt kreisförmige Blattnarben.
Die spiralig am Zweig angeordneten, flachen Nadeln besitzen eine Länge von meist 15 bis 30 (10 bis 35) Millimeter, eine Breite von 1,2 bis 1,6 Millimeter, Dicke 0,5 Millimeter und scharfe Spitzen. Die Nadeloberseite ist glänzend dunkelgrün gefärbt während sich auf der Unterseite zwei bläulich-weiße Stomastreifen und am Rand zwei schmale Harzkanäle befinden.

### Generative Merkmale
Die männlichen Blütenzapfen hängen mehr oder weniger, besitzen eine Länge von 10 bis 15 Millimeter mit roten Mikrosporophylle. Die weiblichen Zapfen stehen auf einem kurzen, oft gekrümmten Stiel aufrecht. Die Zapfen weisen eine Länge von 8 bis 16 Zentimeter mit einem Durchmesser von 4 bis 6 Zentimeter auf und haben vor der Reife eine dunkelviolettartige Farbe. Die mäßig langen Zapfenschuppen sind grünlich bis violett.
Die geflügelten Samen lösen sich etwa sieben bis neun Monate nach der Bestäubung ab. Die glänzend braunen Samenkörner besitzen eine Länge von 10 Millimeter und eine Breite von 5 Millimeter. Die braunen Flügel besitzen eine Länge von 10 bis 15 Millimeter.

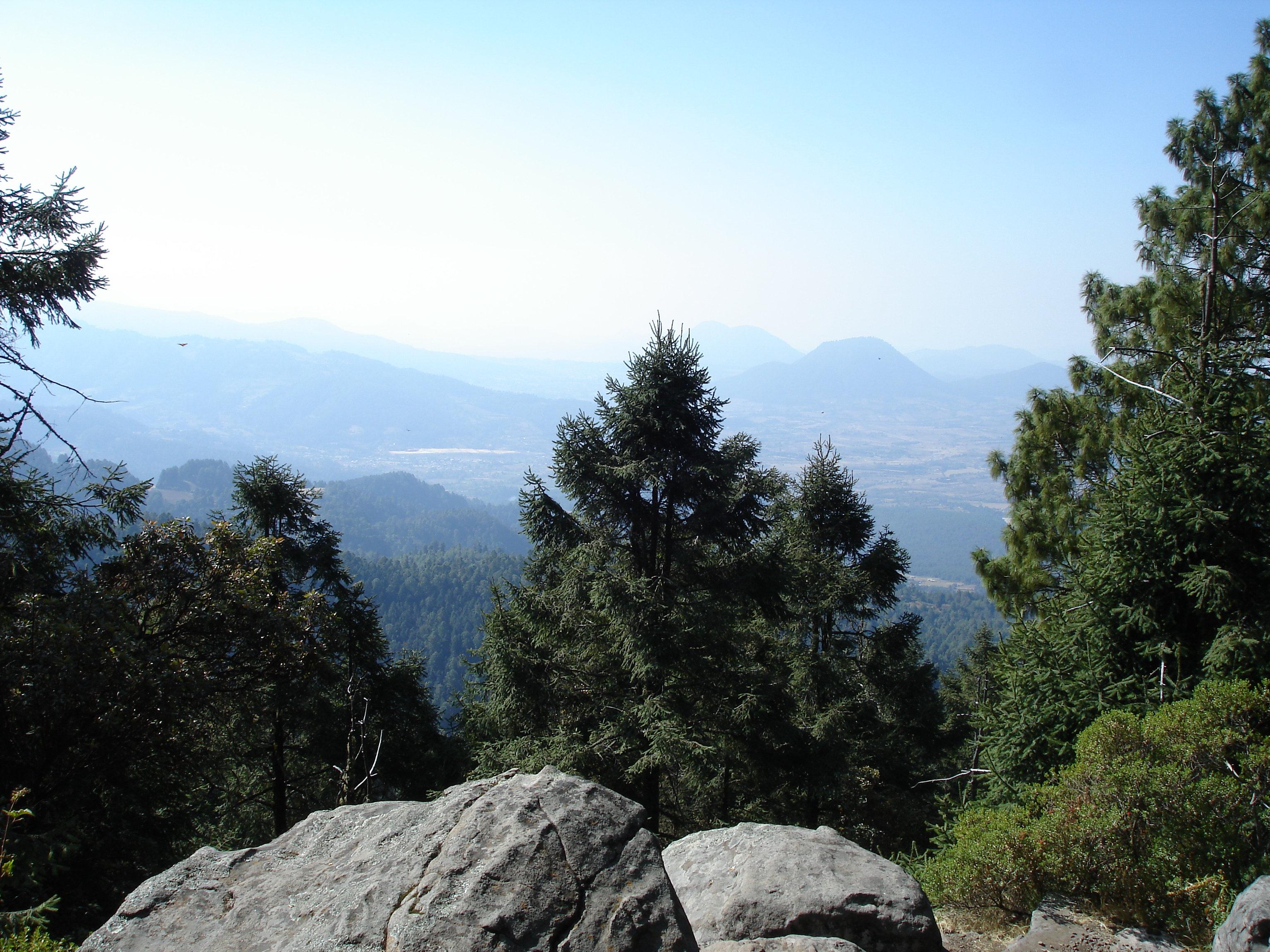
Heilige Tanne (Abies religiosa)

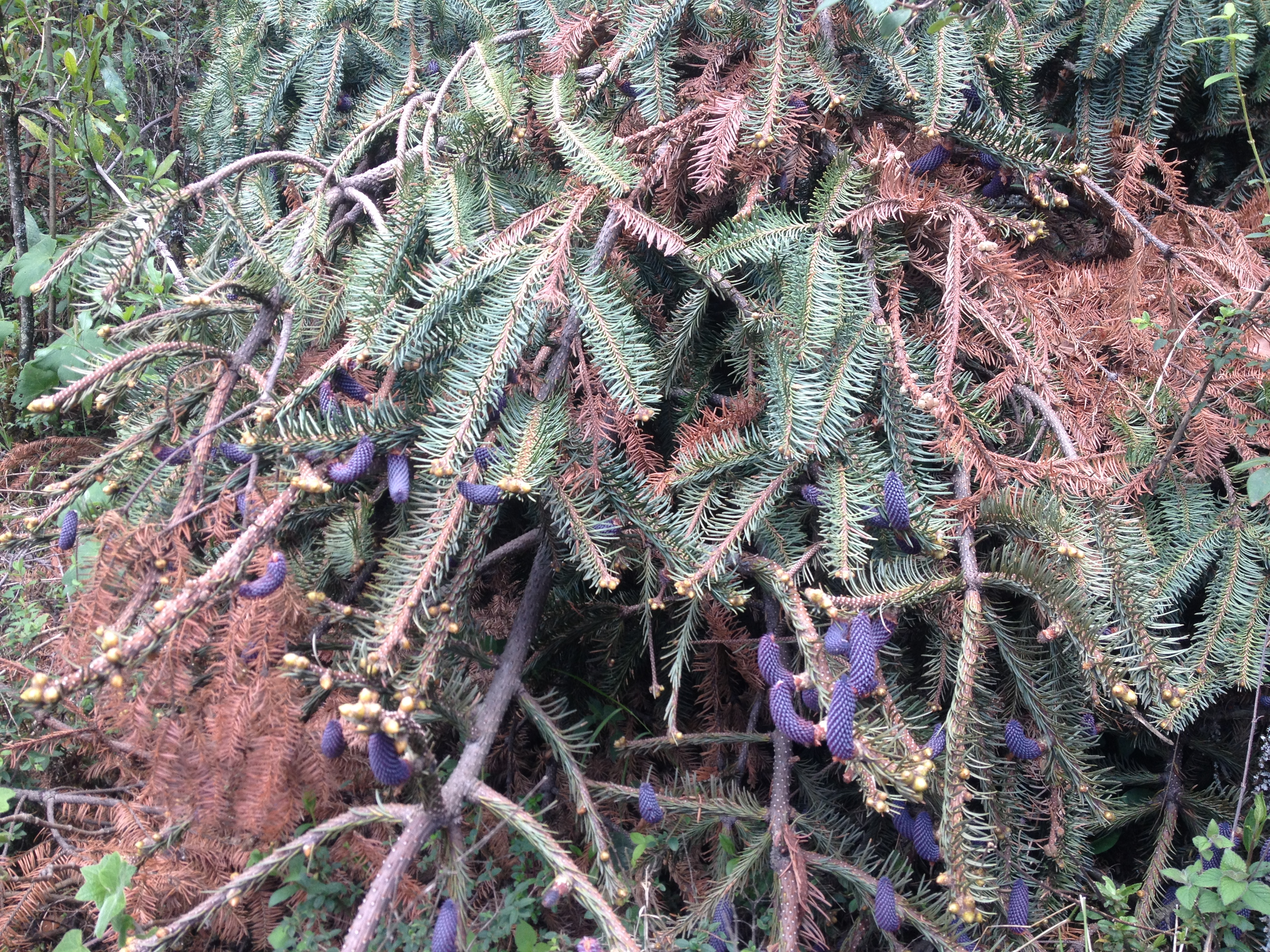
Heilige Tanne (Abies religiosa)

## Vorkommen
Das natürliche Verbreitungsgebiet von Abies religiosa liegt im zentralen und südöstlichen Mexiko (südliches Chihuahua, Colima, Guerrero, Jalisco, zentrales Michoacán, Mé, südliches Nuevo León, Oaxaca, Puebla, San Luis Potosí, Sinaloa, westliches Tamaulipas, Veracruz), sowie im westlichen Guatemala in Höhenlagen von etwa 2500 bis etwas über 4000 Metern, wie beispielsweise in der Sierra Nevada oder der Sierra Madre del Sur. Die Heilige Tanne ist an kühle und feuchte Sommer mit hohen Niederschlagsmengen angepasst. Höhere Temperaturen, wie sie in Lagen unter 2000 Meter auftreten, können sie dagegen schädigen. Der Baum ist in höheren Lagen mitunter im Winter dem Schnee ausgesetzt. In Mitteleuropa ist die Art jedoch nicht winterhart.
Die Heilige Tanne bevorzugt einen neutralen bis leicht sauren Boden (pH-Wert: 5–7). Sie wächst auf leichtem sandigen Boden ebenso, wie auf lehmigem oder schwerem, tonigem Untergrund. Ebenso kommt sie mit Standorten unterschiedlicher Sonneneinstrahlung gut zurecht.
Bestände der Heiligen Tanne sind manchmal mit der Zypressenart Cupressus lindleyi gemischt. Die Heilige Tanne stellt im mexikanischen Bundesstaat Michoacán den bevorzugten Baum für die Überwinterung des bis von Kanada kommenden Monarchfalters dar.
Die Verbreitung der Heiligen Tanne in Mexiko ist aufgrund der Abholzung und anderer menschlicher Einflüsse bereits eingeschränkt.

## Systematik
Diese Art wurde unter dem Namen Pinus religiosa durch Carl Sigismund Kunth 1817 erstbeschrieben. 1830 wurde sie durch Diederich Franz Leonhard von Schlechtendal und Adelbert von Chamisso in die Gattung Abies eingeordnet.
Synonyme für Abies religiosa (Kunth) Schltdl. & Cham. sind Pinus religiosa Kunth und Picea religiosa (Kunth) Loudon. 
Es können zwei Unterarten unterschieden werden:   
- Abies religiosa subsp. mexicana (Martínez) Strandby, K.I.Chr. & M.Sørensen (Syn.: Abies mexicana Martínez, Abies vejarii subsp. mexicana (Martínez) Farjon): Sie kommt im südöstlichen Coahuila und in Nuevo León vor.[3] Sie wird in der Roten Liste unter dem Namen Abies vejarii subsp. mexicana als „gefährdet“ geführt. Als Hauptgefährdungsgrund gilt ihr kleines Verbreitungsgebiet.[4] Es wird jedoch darauf hingewiesen, dass bei dem Eintrag eine neuerliche Überprüfung der Gefährdung nötig ist.
- Abies religiosa subsp. religiosa (Syn.: Pinus hirtella Kunth, Picea hirtella (Kunth) Loudon, Abies hirtella (Kunth) Lindl., Abies glaucescens Roezl, Picea glaucescens (Roezl) Gordon,Abies religiosa var. glaucescens Carrière, Abies religiosa var. lindleyana Carrière, Abies colimensis Rushforth & Narave, Abies religiosa var. hirtella (Kunth) Carrière, Abies religiosa var. glaucescens (Roezl) Carrière): Sie kommt von Mexiko bis ins westliche Guatemala vor.[3]

Eine Population am westlichen Rand des Verbreitungsgebietes am Nevado de Colima im mexikanischen Bundesstaat Jalisco besitzt Zapfen mit größeren Schuppen, ähnlich der Edeltanne. Diese werden von manchen Autoren als separate Art Abies colimensis Rushforth & Narave angesehen.

## Nutzung
Das Holz der Heiligen Tanne ist weich und nicht sehr haltbar. Es wird zur Zellstoffproduktion, für Möbel und Ähnliches verwendet. Das Harz findet Anwendung bei der Produktion von Malfarben und seine Balsame werden als Arznei- oder Heilmittel eingesetzt. Eine verbreitete Verwendung des jungen Baumes ist die als Weihnachtsbaum. In Mexiko gibt es vermehrt Plantagen dieser Art.

## Ergänzende Literatur
- Uffe Strandby, Knud Ib Christensen, Marten Sørensen: A morphometric study of the Abies religiosa–hickelii–guatemalensis complex (Pinaceae) in Guatemala and Mexico. In: Plant Systematics and Evolution. Band 280, 2009, S. 59–76, doi:10.1007/s00606-009-0164-x (englisch).
- George Usher: A Dictionary of Plants Used by Man. Hafner Press, New York 1974, ISBN 0-02-853800-5.
- Tʻang-jui Liu: A monograph of the genus Abies. Dept. of Forestry, College of Agriculture, National Taiwan University, Taipei 1971.